# 3. ŽNL Brodsko-posavska
3. ŽNL Brodsko-posavska predstavlja 7. stupanj nogometnih natjecanja u Hrvatskoj. Ligu čine 24 kluba podijeljena u 3 skupine – Centar (8), Istok (8) i Zapad (8). 
Prvoplasirani klubovi ulaze u viši rang – 2. ŽNL Brodsko-posavsku, dok niža liga ne postoji.

### Klubovi u 3. ŽNL Brodsko-posavskoj u sezoni 2008./09.
| 3. ŽNL Centar   |                   |
| Klub            | Mjesto            |
| NK ASK          | Gornji Andrijevci |
| NK Gaj          | Zbjeg             |
| NK Krečar       | Podcrkavlje       |
| NK Mladost 1977 | Banovci           |
| NK Mladost      | Jakačina Mala     |
| NK Roma         | Slavonski Brod    |
| NK Vatrogasac   | Gržići            |
| NK Zdenac       | Brodski Zdenci    |

| 3. ŽNL Istok |                |
| Klub         | Mjesto         |
| NK Kuna      | Jaruge         |
| NK Naprijed  | Trnjanski Kuti |
| NK Sapci     | Sapci          |
| NK Slavonac  | Bukovlje       |
| NK Slavonija | Prnjavor       |
| NK Sloga     | Stružani       |
| NK Sloga     | Vrpolje        |
| NK Šokadija  | Sredanci       |

| 3. ŽNL Zapad |                    |
| Klub         | Mjesto             |
| NK Omladinac | Ciglenik           |
| NK Orljava   | Dragovci           |
| NK Sava      | Mačkovac           |
| NK Sava      | Stara Gradiška     |
| NK Slavija   | Staro Petrovo Selo |
| NK Sloga     | Komarnica          |
| NK Trenk     | Seoce              |
| ONK Vrbje    | Vrbje              |

## Vanjske poveznice
- Brodsko posavski ŽNS